# Ardisia racemibunda
Ardisia racemibunda är en viveväxtart som beskrevs av Benjamin Clemens Masterman Stone. Ardisia racemibunda ingår i släktet Ardisia och familjen viveväxter. Inga underarter finns listade i Catalogue of Life.